# Tulamben
Tulamben ist ein kleines Dorf im Nordosten der indonesischen Insel Bali. 

## Lage und Bevölkerung
Der Ort liegt etwa 3 Autostunden von der Inselhauptstadt Denpasar entfernt. Die Entwicklung der touristischen Infrastruktur steckt noch in einer sehr frühen Phase. So gibt es zwar zahlreiche Hotels unterschiedlicher Kategorien, aber es existiert faktisch kein Dorfzentrum da alle Gebäude entlang der Hauptstraße errichtet werden. In Tulamben gibt es in der Zwischenzeit einige kleinere Läden, Restaurants und zahlreiche Tauchschulen.
Der Strand besteht größtenteils aus schwarzem Lavakies und fällt meist relativ flach ab.

## Tauchschulen und  -gebiet
Das Dorf ist in erster Linie auf Grund seines Tauchgebietes bekannt. Es existieren Tauchbasen aller bekannter Tauchorganisationen. Die Tauchschulen und der Tauchtourismus haben in den letzten Jahren maßgeblich zur wirtschaftlichen Weiterentwicklung von Tulamben beigetragen und durch einige Projekte auch zu einer sozialen Verbesserung beigetragen. So organisieren die zahlreichen Tauchschulen beispielsweise eine Müllsammlung, stellen Mülltonnen auf und bezahlen Einwohner für die Müllentsorgung. Durch die Gebühren an den Tauchplätzen, insbesondere eine Tragegebühr für die Tauchausrüstungen von der Basis zum Einstieg bildet der Tauchtourismus in der Zwischenzeit die Haupteinnahmequelle für die Bevölkerung.
Die Tauchgebiete in und um Tulamben zeichnen sich durch eine große Artenvielfalt von Weich- und Hartkorallen aus. Auch die Fischbestände sind noch sehr stabil. In erster Linie ist das Tauchgebiet aber ein Makro-Paradies. Mit der 1942 gestrandeten und 1963 gesunkenen USAT Liberty findet sich außerdem eines der bekanntesten Wracks von Indonesien in unmittelbarer Strandnähe.